# Spartak Naltschik
Der PFK Spartak Naltschik (russisch Профессиональный футбольный клуб "Спартак" Нальчик/ Transkription Professionalni futbolni klub Spartak Naltschik) ist ein russischer Fußballverein aus Naltschik, der Hauptstadt der nordkaukasischen Republik Kabardino-Balkarien.

## Geschichte

### Sowjetunion
Der PFK Spartak Naltschik wurde im Jahr 1959 gegründet und spielte zu Beginn in der regionalen "B-Klasse". Im Jahr 1965 wurde Spartak Erster und stieg in die "A-Klasse" auf, wo der Verein in die zweite Gruppe eingeteilt wurde. Dort spielte das Team von 1966 bis 1970.
Nachdem das sowjetische Ligensystem neu geordnet wurde, spielte Spartak in der zweiten sowjetischen Liga (1971, 1977, 1978, 1981–1989) und der ersten sowjetischen Liga (1972–1976, 1979, 1980). In dieser Zeit stieg die Mannschaft mehrmals auf und ab. In den Jahren 1990 und 1991 spielte Spartak in einer Übergangsliga. Bis dahin war das beste Resultat des Vereins der 14. Platz in der ersten Liga in den Jahren 1974 und 1975.
Zudem wurde der Verein in den Jahren 1965 und 1970 Sieger des RSFSR.
Spartak trug unter anderem die Namen "Awtomobilist" (1969–1972) und "Elbrus" (1976), nach Elbrus, dem höchsten Berg des Kaukasus und Russlands.

### Russland
Nach dem Zerfall der Sowjetunion wurde Spartak Naltschik im Jahre 1992 in die neu gegründete zweitklassige russische 1. Division eingegliedert. Im folgenden Jahr stieg der Verein ab und schaffte in der Saison 1995 den Wiederaufstieg nach zwei Jahren in der 2. Division. Bis zum zweiten Platz im Jahr 2005 und dem damit verbundenen Aufstieg in die Premjer-Liga verbrachte Spartak wiederum zahlreiche Jahre in der 1. Division. In der Saison 2010 wurde mit dem sechsten Tabellenplatz die bisher beste Platzierung in der Geschichte des Vereines erreicht. In der darauffolgenden Spielzeit konnte die Mannschaft nicht an die guten Leistungen anknüpfen und stieg in die 1. Division ab. Am Ende der Saison 2012/13 erreichte der Verein den Relegationsplatz, unterlag jedoch in beiden Spielen Krylja Sowetow Samara und blieb somit zweitklassig. 2014 zog sich Spartak aufgrund von finanziellen Schwierigkeiten aus der 1. Division zurück. 2016 nach dem Gewinn der Staffelmeisterschaft Süd in der 2. Division konnte der erneute Aufstieg in die 1. Division gefeiert werden. 2017 folgte sofortiger Absturz in die dritte Spielklasse.

## Erfolge
- Staffelmeister in der 2. Division: 1995, 2016

## Bekannte ehemalige Spieler
| Russland: - Wladimir Djadjun - Georgi Dschikija - Wiktor Faisulin - Qasbek Geterijew - Jewgeni Pomasan - Denis Popow - Igor Portnjagin - Wiktor Wassin | GUS und ehemalige Sowjetunion: - Hrajr Mkojan - Mark Švets - Aleksandre Amisulaschwili - Gogita Gogua - David Siradze - Dawid Lorija - Andrei Sidelnikow - Roman Usdenow - Aleksandrs Koļinko - Darvydas Šernas - Viorel Frunză - Marat Bikmayev | Europa: - Adnan Zahirović - Otto Fredrikson - Hannes Sigurðsson - Miodrag Džudović - Milan Jovanović Amerika: - Ricardo Jesus Afrika: - Newton Ben Katanha |